# 本·凯尔索
本·凯尔索（英語：Ben Kelso，1949年4月11日—），美国NBA联盟前职业篮球运动员。他在1973年的NBA选秀中第8轮第129顺位被底特律活塞选中。